# Лаг (македонянин)
Лаг (др.-греч. Λάγος; IV век до н. э.) — придворный македонского царя Филиппа II, отец египетского царя Птолемея I и родоначальник династии Лагидов, или Птолемеев.

## Родственные связи
Лаг родился в Эордее — области в Верхней Македонии. Из переданного Плутархом рассказа происхождение Лага не ясно.
Его женой была Арсиноя — наложница Филиппа II. С целью поднятия престижа династии Птолемеев позднее рассказывали, что Арсиноя к моменту брака с Лагом якобы уже была беременна Птолемеем от Филиппа. Так, поэт Феокрит называл Птолемея потомком Геракла, подразумевая таким образом отцовство Филиппа. Также у Лага был сын Менелай, будущий царь кипрского города Саламин.
Существует версия, что Лаг впоследствии женился на Антигоне, племяннице наместника Антипатра, и в этом браке родилась Береника I, будущая жена Птолемея. Согласно современным представлениям, таким образом Птолемеи пытались обосновать закрепившуюся в их роде традицию близкородственных браков между братьями и сёстрами возведя её к основателю династии. Это мнение отображено в одном из схолиев к XVII идиллии Феокрита, однако оно не находит признания у современных историков. Однако, что Лаг, что отец Береники Магас, согласно одной из эпиграмм Посидиппа, происходили из одной и той же области Македони Эордеи.